# Andreas Scheuer
Andreas Scheuer (Passavia, 26 settembre 1974) è un politico tedesco, ministro dei trasporti e delle infrastrutture digitali dal 14 marzo 2018 nel Governo Merkel IV.